# Astre
Un astre o esfera celeste és qualsevol cos celeste amb forma definida i que pot individualitzar-se dels altres cossos de l'Univers.
Principals tipus d'astres:
- Satèl·lit o lluna
- Planeta
- Asteroide o planetoide
- Cometa
- Estel o estrella
- Estel o estrella de neutrons
- Forat negre
- Nana blanca